# Francis Forde (1718-1770)
Francis Forde (Seaforde, ± 1718 – Straat Mozambique, 1770) was een Brits militair in dienst van de East India Company. Hij diende onder Robert Clive tijdens de Britse verovering van Bengalen en leidde de Britten naar overwinningen tegen de Fransen en Nederlanders.
Francis Forde was de zevende zoon van de Ierse parlementariër Mathew Forde. Tussen 1734 en 1738 studeerde hij aan het Trinity College in Dublin. Daarna koos hij voor een militaire carrière. Hij werd toegevoegd aan het 39e regiment en naar India uitgezonden tijdens de Oostenrijkse Successieoorlog. In 1755 overtuigde Robert Clive hem ervan zijn commissie in de British Army op te geven en rechtstreeks in dienst van de East India Company te treden. Met de rang van kapitein was hij Clives ondergeschikte tijdens de expeditie van 1756-1758 naar Bengalen. Hij vocht mee in de Slag bij Plassey.
Eind 1758 zond Clive Forde, die was bevorderd tot kolonel, uit naar de gebieden langs de oostkust van India, die bekendstonden als de noordelijke Circars. De Fransen hadden daar in de Derde Oorlog om de Carnatic enkele Britse handelsposten ingenomen, die Forde zonder veel moeite heroverde. Het doel van de expeditie was een afleidingsmanoeuvre om Franse troepen weg te trekken uit de Carnatic in het zuiden van India, waar ze Madras bedreigden. Tijdens de Slag bij Condore (7 december 1758), ten noorden van Rajamundri, versloegen Fordes troepen die van de Franse markies de Conflans. Hoewel de Franse troepen in de slag talrijker waren dan de Britse, waren ze onervaren en slecht getraind, wat de doorslag gaf. Na deze overwinning sloeg Forde het beleg op voor Masulipatnam. De stad gaf zich op 8 april 1759 over aan de Britten. Daarmee kwamen de noordelijke Circars grotendeels in Britse handen.
Forde keerde later in 1759 terug naar Bengalen. De Nederlandse V.O.C. had dat jaar een expeditie naar Bengalen gestuurd om zich in Chinsurah te vestigen. Forde versloeg de Nederlanders in de Slag bij Biderra (24 november 1759), wat het einde van de Nederlandse kolonie in Bengalen betekende.
Na een promotie tot luitenant-kolonel keerde Forde voor enkele jaren terug naar Ierland. In 1769 werd hij samen met Henry Vansittart en Luke Scrafton door de East India Company naar India gestuurd met de missie de wijdverspreide corruptie en zelfverrijking onder de Britse beambten te onderzoeken. Het drietal voer in september dat jaar uit aan boord van het fregat Aurora. Op 27 december rondde het schip Kaap de Goede Hoop, maar daarna werd niets meer vernomen. Aangenomen wordt dat de Aurora met man en muis verging in de Straat Mozambique.